# Johor Bahru–Singapore Rapid Transit System
A Johor Bahru–Singapore Rapid Transit System (magyar nyelven: Johor Bahru-Szingapúr gyorsvasúti rendszer, röviden RTS, egy nemzetközi, határokon átnyúló gyorsvasúti rendszer, amely Malajzia második legnagyobb városát, Johor Bahrut és a szingapúri Woodlandset fogja összekötni a Johor-szoroson keresztül. Két állomásból fog állni, a malajziai végállomás Bukit Chagar állomáson, a szingapúri végállomás pedig Woodlands North állomáson lesz, amely a szingapúri Thomson-East Coast MRT vonallal is összeköttetésben áll. Az RTS Link lesz az első LRT rendszer Malajziában a Klang Valley-n kívül.
Mindkét állomáson mindkét ország saját vám-, bevándorlási és karanténlétesítményei lesznek, amelyek a két ország bevándorlási létesítményeit együttesen helyezik el. Az elképzelések szerint mindkét ország bevándorlási vámvizsgálata zökkenőmentesen ugyanabban az épületben történne, mielőtt felszállnának a vonatra. Mindkét CIQ Bukit Chagar és Woodlands North állomáson független lesz a Sultan Iskandar épületben és a Woodlands ellenőrzőponton már meglévő létesítményektől.
Ha megépül, az RTS Link lesz a második vasúti összeköttetés a két ország között a KTM Intercity Tebrau siklója után, a JB Sentral és Woodlands Train Checkpoint között, azonban az RTS Link várhatóan felváltja ezt a siklót, amint elkészül.
A szingapúri SMRT Corporation és a malajziai Prasarana közös üzemeltető társasága lesz a link üzemeltetője. 2020. november 22-én kezdődött meg az építés a malajziai szakaszon, 2021. január 22-én pedig a szingapúri szakaszon.